# إعلان حرب

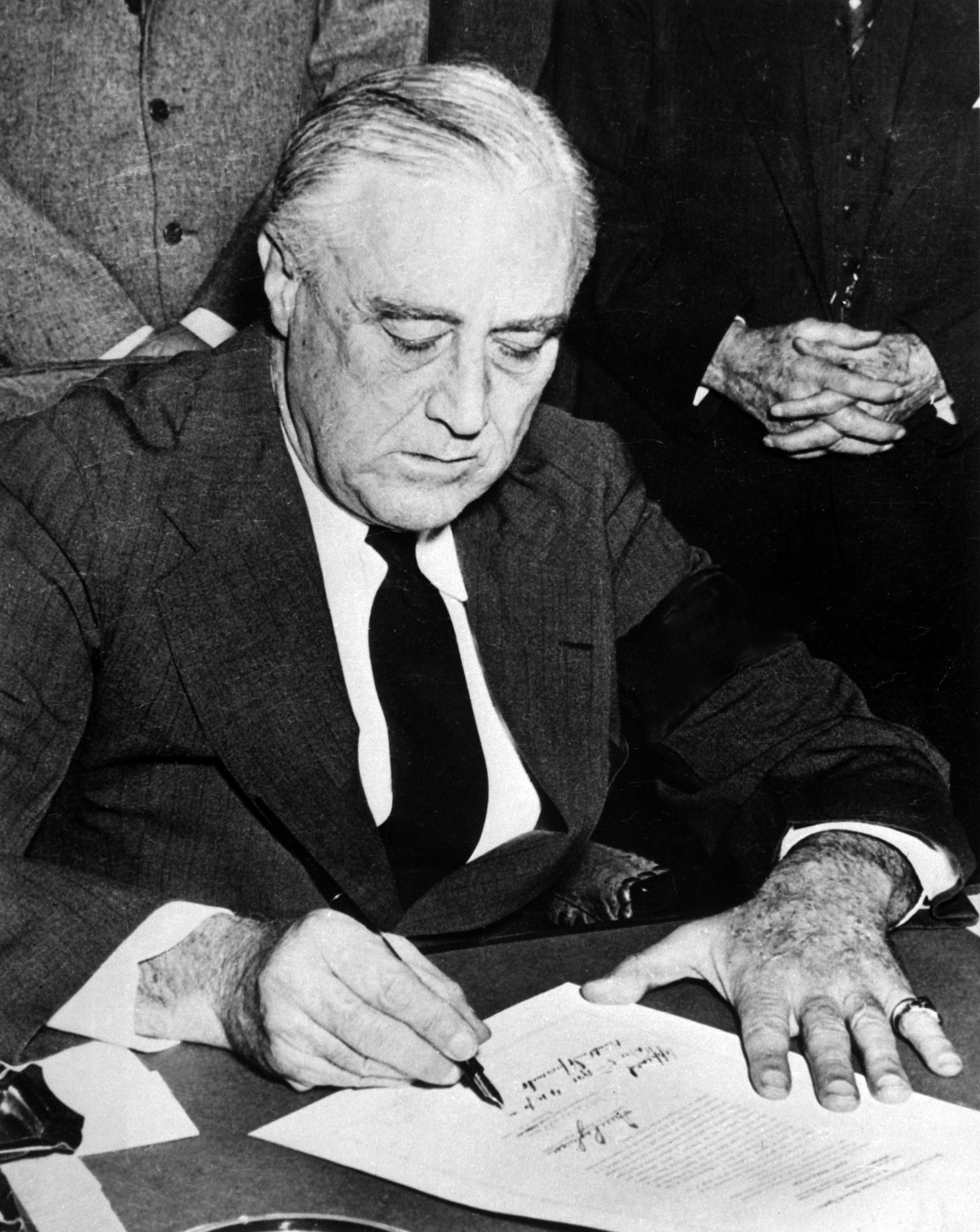
رئيس الولايات المتحدة الأمريكية فرانكلين روزفلت يوقع على إعلان الحرب على اليابان

إعلان الحرب يعد إعلان الحرب أحد المظاهر الجوهرية لسيادة الدول، وكانت الدول حتى بداية القرن العشرين تلجأ للحرب وقتما تشاء باعتبارها وسيلة لتسوية النزاعات الدولية، حتى أتت اتفاقية لاهاي لعام 1907 واشترطت لمشروعية الحرب، أن تسبق الحرب بإنذار مسبق وغير غامض، ولقد نحت الدول ذلك المنحى القانوني، حين تنعقد إرادتها السياسية للجوء للحرب، بيد أن ميثاق الأمم المتحدة الذي صدر في العام 1945، أنهى هذه الاعراف الدولية التي سادت قبل إنشاء منظمة الأمن المتحدة، وحظر ميثاق اللجوء للقوة المسلحة لتسوية النزاعات بين الدول، حتى أن الميثاق ذاته لم يذكر في مواده كافة كلمة الحرب، تأكيدا على نبذها، واعتبارها شرا مستطيرا يهدد العالم بأسره.
بيد أن سائر الدول لا تزال تعتبر أن إعلان الحرب يعد أحد أهم مظاهر سيادة الدول في محيط العلاقات الدولية، وأن الدولة التي لا تتمتع بهذه الأهلية، تعد دولة منقوصة السيادة، ويحفل التاريخ الحديث بعد انتهاء الحربين العالميتين في القرن المنصرم بعديد من الدول وقد انتزعت منها هذه المكنة القانونية، بموجب معاهدات دولية، ودساتير وطنية.
جلي أن مشروعية أي عمل لا تأتي من المشروعية الصرفة للسلطة التي قررته وحسب، بيد أنها تتصل أيضا بالموضع الذي تمت فيه المناقشة والانتهاء للقرار الصائب السديد في أمر من الامور التي قد تعرض بقاء الدولة ذاتها للزوال، فالإجازة البرلمانية بإعلان حالة الحرب لم تكن الحل للوصول إلى اتخاذ قرار أكثر ديمقراطية. فالأمر يستوجب إشراك البرلمان في مجمل السياسية الخارجية وقضايا الأمن الوطني والدولي
إن المداولات البرلمانية لمناقشة أو المصادقة السابقة أو اللاحقة
و بموجب نظمها الدستورية، لإعلان حالة الحرب، أو لإرسال قوات الدول للخارج للمساهمة في عمليات حفظ السلام الدولية، أو غيرها من العمليات العسكرية، لا تختلف عن المداولات التي تجري في أروقة مجلس الأمن في منظمة الأمم المتحدة، حين يتخذ مجلس الأمن قرارا بموجب الباب السابع من ميثاق الامم المتحدة، وفقا لنظام الأمن الجماعي، يتضمن عملا عسكريا معينا.
إن الفضل يرجع للدستور الفرنسي الصادر في 3 سبتمبر عام 1791، والذي منح البرلمان سلطات واسعة تبدأ من اندلاع القتال وحتي وقفه، ووزعت سلطة فعل الحرب بين الملك
و البرلمان، إلا أن دستور الجمهورية الرابعة في فرنسا منح صلاحية استثنائية لرئيس الجمهورية تسمح له بأن يتخذ قرار الحرب منفردا عندما يوجد تهديد لسلامة البلاد
في ذات الحقبة سجل الدستوريون الأمريكيون انضمامهم لهذا المبدأ بمنح سلطة اعلان الحرب للكونجرس، الجهة التشريعية في النظام الدستوري المعتمد، وهنا صار التأكد بحظر اعلان الحرب إلا بعد تصويت مباشر لممثلي الشعب، يشكل ضمانة جوهرية للمواطنين وهي المسألة الدستورية التي أشار اليها الرئيس الأمريكي أوباما يوم 31 أغسطس عام 2013 بصدد الحالة السورية واحتمالية قيام القوات المسلحة الأمريكية بعملية عسكرية محدودة في سورية، حيث صرح بأنه وبالرغم أن الرئيس الأمريكي بوصفه قائدا أعلي للقوات المسلحة الأمريكية لديه صلاحيات كبيرة في إعلان الحرب، وإرسال وحدات عسكرية وطنية للخارج، الا أنه فضل أن يشارك ممثلي الشعب الأمريكي في اتخاذ مثل هذا القرار التاريخي المصيري للأمة الأمريكية
طبيعي أن تسند للجسم التشريعي للدول سلطة التشريع والرقابة في أمور حيوية خطيرة تتعلق بأمن البلاد، ومنها إرسال قوات عسكرية خارج حدود الدولة، لذا تنظم دساتير الدول هذه المسألة التي أثارت الخلط والخلط الكثيرين في مصر، رغما أن معظم دساتير الدول حددت هذه المسألة منذ قرون خلت.
لقد صوت الكونجرس الأمريكي علي العديد من القرارات المتعلقة بعمليات عسكرية أمريكية في الخارج : في فرموزا عام 1955، الشرق الأوسط عام 1957، برلين وكوبا عام 1962، وكان رد فعل الكونجرس الأمريكي أكثر حيوية ونشاطا منذ حرب فيتنام عام 1964، باعتماد القرار حول صلاحيات الحرب، وحين أصدر الرئيس الأمريكي الاسبق نيكسون في منتصف السبعينات قرارا سريا بقصف كمبوديا، ووجهت التهمة الجنائية للرئيس الأمريكي، بزعم أنه اتخذ مثل ذلك القرار منفردا، ودون إعلام الكونجرس، أوقف رئيس هيئة الاتهام تحريك الدعوي الجنائية ضد الرئيس، بزعم أن بعض أعضاء الكونجرس قد علموا بالأمر بصورة سرية
و بعد انتهاء حرب الماليون - جزر فوكلاند - بين بريطانيا
و الأرجنتين عام 1982، قدم وزير الخارجية البريطاني اللورد كارينجتون استقالته، حين وجه البرلمان المسئولية البرلمانية للحكومة، وذلك لعدم اخطار البرلمان البريطاني بعزم الحكومة على الحرب ضد الأرجنتين.
إن الأحكام الدستورية المتعلقة بالحرب والسلام في الديمقراطيات الحديثة، لاتختلف كثيرا عن ذات الأحكام في الديمقراطيات القديمة، ولا يتسع المقام لحصر الكثير من دساتير الدول، التي تتطابق، في شأن تنظيم اعلان حالة الحرب، ففضلا عن الامثلة السابق ذكرها، فإننا نحيل إلى دساتير ألمانيا، واليابان، ورومانيا، وليتوانيا، وكرواتيا، وأسبانيا، والبرتغال، والدانمارك، وإيطاليا، وغيرها من الدول.